# Berenguer Sunifred
Berenguer Sunifred o Berenguer Seniofred de Lluçà  —dit de Rosanes per estar a Castellví de Rosanes a la vegueria de Barcelona la seva casa solar— fou bisbe de Vic entre el 1075 i el 1099.

## Orígens i elecció
La mare de Berenguer es deia Ermessindis i era nebot del bisbe Guillem al que succeí a la mitra osonenca. Fou canonge de la catedral de Vic a la seva elecció com a bisbe de Vic. La seva consagració com a tal es retardà per la contumàcia del metropolità Guifré, fill del comte de Cerdanya, que estava excomunicat per simonia des del 1075. Morí l'arquebisbe Guifré l'any 1079. L'any 1078 el legat pontifici i bisbe d'Oloron Amat, conduí un sínode a Besalú, per tal de retirar als abats simoníacs del comtat de Besalú. En ocasió de trobar-se el legat en terres catalanes suposa Flórez que el consagraria, ja que a partir d'aquesta data ja no usa el títol de «pastor electe» en un document en que el Vescomte de Cardona, Ramon Folc, i la seva muller Ermesindis, afirmen tenir en nom del Bisbe Berenguer i a la seva església d'Ausona alguns feus entre ells el Castell de Calaf, de conformitat entre Ramon Folc i el seu germà el Bisbe Eribaldo (Eribau?) havien rebut del bisbe Oliba.

## Bisbe i senyor feudal
Rebé en feu les esglésies de Savassona i Tavèrnoles oferint vassallatge el vescomte Ramon Folc al bisbe, assistint amb les seves hosts, i defendre als bisbe en pau i en guerra contra tots excepte al Comte de Barcelona. El 14 de setembre del 1079 consta també l'homenatge que rebé el bisbe Berenguer de Gerard Alemany i prometent donar-li la potestat dels castells de Miralles, Tous i Rebel (Revell?). Estava en aquella època el Castell de Tous usurpat per Guillem Bernat de Queralt.
El 6 de juny del 1080 consta el Vescomte de Girona Ponç Guerau acordant un empenyorament de la meitat de la parròquia de Cerviano (Cervià de Ter?) per la que rebria dues cavalleries de terra (una hisenda per a mantenir dos cavallers armats) en territoris d'Espinelves, Collsuspina, Cabrera, Congost i Orís, a la plana de Vic. Satisfeu el vescomte l'empenyorament donant pas lliure al bisbe a les seves possessions de la torre de Vilagelans i el Castell de s'Avellana, i a les seves fortaleses amb facultat de fer-hi la guerra a qui volgués amb excepció del Comte de Barcelona i el Vescomte prometé servir al bisbes amb les seves hosts i cavallers.
L'any 1080 consta Guillem Ramon, canonge de la Catedral de Vic i besnet de Sideredo senyor de Gurb, donà formalment a l'església i capítol allò que havia concedit el seu besavi, que era Santa Maria de l'Estany a dues llegues de Vic. Tot i això retingué aquesta família les terres, boscos, parts i tot el que tenia a Sant Fèlix de Terrassola, Oló i Rodós retenint-ho el canonge Ramon el domini en vida d'aquests llocs en terme de Santa Maria de l'Estany oferint pagar anualment una hemina de blat el dia de l'Assumpció. El bisbe amb acord del capítol el gratificà donant-li una casa dins de la ciutat de Vic i prop de l'església, perquè ell i els seus successors la tinguessin en franc alou. Tot i l'acord el canonge no el respectà i retingué i usurpà els béns de l'església (les parròquies de Gurb i el Castell de Meda), essent excomunicat diversos cops en concilis. No produint l'efecte desitjat recorregué el bisbe Berenguer a la justícia del Comte de Barcelona Ramon Berenguer III. Aquest obligà a Guillem Bernat i al seu fill Bernat Guillem a restituir allò usurpat contra la voluntat de l'església i capítol, les esglésies de Gurb, Sant Andreu, Sant Cristòfol de Vespella, Sant Bartomeu del Grau i Sant Julià de Sorba, pertanyents a l'església. La concòrdia efectuada el 3 de setembre del 1080 donaren des de llavors la parròquia de Sorba al bisbe i capítol, retingueren les altres tres en vida del pare i el fill. Per a això oferí el pare mantenir durant la seva vida una llàntia que de dia i nit cremés davant l'altar de Sant Pere i donar un cop a l'any una refecció el dia de Sant Andreu, blat, vi, porc i vaca. El bisbe Berenguer els donà en feu el Castell de la Meda, rendint-li aquests homenatge.
Sobre el Castell de Voltregà també hi hagué una certa disputa, quedant per un temps, a mans de Pere Amat de Manlleu, donant al bisbe la potestat d'entrar i sortir d'aquell castell, amb la reserva per a Pere Amat de donar el castell al Comte de Barcelona, si li ho demanés en aquest cas posarà en mans del bisbe el Castell d'Orís o el de Manlleu, fins a recuperar el de Voltregà. El prelat oferí donar una cavalleria de terra, les parròquies de Manlleu i del Castell d'Orís, amb un ausberg que costà 25 unces d'or i vint unces d'or a ell i altres tantes a la seva muller Guila i també als castlans d'Orís acord signat el gener del 1084. Poc temps després morí Pere Amat i el 25 de gener del 1087 signat de nou un acord entre la seva vídua Guila i els castlans de Voltregà reconeixent-lo com a senyor. Tot i així l'acord canvià el 19 de desembre del 1089 donant els castells de Voltregà, Orís i Solterra als cavallers Guillem Ramon Senescal, Albert, germà d'aquest, i a Miró Foguet.
El maig del 1087 donà el bisbe Berenguer a Gilabert Miró, muller i fill, el castell de Salforas a una llegua al ponent de Vic, afegint-hi deu unces d'or de València, durant tres anys, i després una cavalleria de terra, prestant-li aquests vassallatge. També donà el bisbe en feu a Guillem R. de Cervera els castells de Copons, Veciana i Montfalcó a la Segarra, prestant-li aquest homenatge en data desconeguda.
El 6 de setembre del 1086 assistí el bisbe Berenguer amb l'arquebisbe de Narbona i molts altres prohoms a la consagració de l'Església de Sant Esteve de Banyoles. A la mort del Vescomte de Cardona Ramon heretà testamentàriament el bisbat el domini del Castell de Calaf que traspassà al germà de Ramon, Fulcó, i la seva muller vídua Ermesendis. Al capítol li donà les esglésies de Tavèrnoles i Savassona.
Cap a l'any 1080 i veient la relaxació de la vida religiosa que hi havia entre la comunitat del capítol de la Catedral resolgué expulsar tots els canonges de la Catedral. Passat llarg temps i amb acord de l'abat de Sant Ruf volgueren traslladar-se a viure sota regla a la catedral de Vic. Fixà llavors l'església de la catedral les noves constitucions sobre les que havien de regir-se la nova comunitat. Entre altres punts s'hi fa constar explícitament (com a contrapunt a la relaxació de l'anterior comunitat de la vida religiosa): "Cap tindrà concubina, guardant tots la castedat, i no es faran caçador amb falcons, ni ballestes, ni jugaran als daus, ni diran paraules indecents o ridícules que provoquin el riure." No acordaren seguir la Regla de Sant Agustí, però Flórez creu que la complien en certa manera en tant que s'estenia arreu de Catalunya i que el mateix bisbe la introduí al monestir de Sant Joan de les Abadesses, a Santa Maria de Manresa i que també la seguia l'abat de Sant Ruf, que seguia la mateixa regla. Fou per butlla d'Urbà II datada el 19 de maig del 1089 dirigida al bisbe Berenguer que s'introdueix la regla de Sant Agustí al monestir de Sant Joan de les Abadesses dessecularitzant-lo.

## Restauració de l'Arquebisbat de Tarragona
Havent avançat les conquestes territorials a la taifa de Saragossa i en particular la terra de Vilafranca del Penedès i gran part del Camp de Tarragona pel comte Ramon Berenguer III. Viatjà a Roma per a obtenir una butlla papal que l'autoritzés en erigir-se arquebisbe de Tarragona datada l'1 de juliol del 1089 per Urbà II, una carta dirigida als comte comminant-los a conquerir la ciutat de Tarragona i prometent restablir la metròpoli i donar a Berenguer el pali arquebisbal. En aquesta butlla el papa instituí que fins que no es conquerís la ciutat el bisbe de Vic i els seus successors al càrrec fossin també arquebisbes de Tarragona.
Assistiren a un concili celebrat a Sant Gil, a la Narbonense, a més del bisbe Berenguer, l'arquebisbe de Narbona Dalmau, Gualterio bisbe de l'Albi, el bisbe d'Arle, bisbe d'Auch, la major part dels bisbes de la Narbonense i els abats, a mitjans de la quaresma de l'any 1092 on decidiren confirmar la restauració de l'arquebisbat de Tarragona. Retornant Berenguer del concili de Sant Gil i passant per la diòcesi de Narbona, l'arquebisbe de Narbona Dalmau, que fins llavor havia tingut la jurisdicció sobre les diòcesis ara traspassades a la Tarraconense, feu detenir a Berenguer. Sabent que havia rebut la dignitat d'arquebisbe del papa, l'empresonà i fou alliberat dies després pagant per això una suma de diners. Torbats per la notícia, els assistents al concili de Sant Gil, a la Narbonense, on havia rebut Berenguer el pali arquebisbal, obligaren al metropolità de Narbona a renunciar i desistir de la Metròpoli Tarraconense. També decidiren fixar els límits de l'arquebisbat i que els sufraganis reconeguessin a Berenguer com a metropolità, passant a aquest ofici un legat pontifici a Catalunya. Informà d'això al Comte de Barcelona Berenguer, al seu nebot D. Ramon, al Vescomte de Tarragona Deusdèdit, Arnal Miró, Gerard Alemany, Arnald i Ramon Guillem, senyors principals que mantinguessin l'església amb tots els seus bens i poder condemnant a l'excomunió als que obressin en contra d'això.
Consta un testament datat el 7 de gener del 1099, on esmenta entre les seves possessions el Castell de Quer a Prats de Lluçanès i el de Torroella amb l'església de Santa Eulàlia, els alous d’Olsina, Fredario i Garrigos i les batllies de Voltregà. Tot i el costum de redactar els testaments notant propera la mort no morí als pocs dies, doncs consta signant la restitució de l'església de Matleo o Matleu, feta per Giulia, vídua de Pere Amat de Matleu, que havia retingut impròpiament, ja que pertanyia a la seu i capítol, el dia 26 de juliol del 1099. Encara vivia Berenguer a finals d'octubre del 1099 quan restablí sota la regla de Sant Agustí, sense clergues regulars durant molt de temps, l'església de Santa Maria de Manresa, posant com a prior a Bernat qui provenia de Santa Maria de l'Estany.